# Riu Potenza
El Potenza és un riu de la província de Macerata, a la regió de les Marques, Itàlia. Neix a Fiuminata, a uns 800 msnm, al Monte Pennino. El riu flueix cap al nord-est, a través dels municipis de Pioraco, Castelraimondo, San Severino Marche, Macerata, Montelupone, Recanati i Potenza Picena, antiga Potentia. Desemboca a la mar Adriàtica, a Porto Recanati, després d'un recorregut d'uns 95 quilòmetres.
El seu nom antic era Potentia. Els afluents per l'esquerra són el Catignano, el Chiaro, el Campodonico, el torrent Monocchia, el Palazzolo, el rierol de San Lazzaro, i el Torbido; i per la dreta el rierol de l'Elce, el torrent Palente, i el riu Scarzito.